# Achille Emperaire
Jean Joseph Achille Emperaire (Aix-en-Provence, 16 settembre 1829 – Aix-en-Provence, 8 gennaio 1898) è stato un pittore francese.
Autore di numerosi disegni a sanguigna, si caratterizzò per una predilezione alle forme curve che demarca la pittura impressionista del suo compatriota Paul Cézanne. La sua carriera fu segnata dalla sfortuna e dalla miseria: lascia una pittura singolare e intrigante.
Per analogia con il suo nome gli venne attribuito a volte il soprannome di "Imperator".

## Opere
- Nu couché

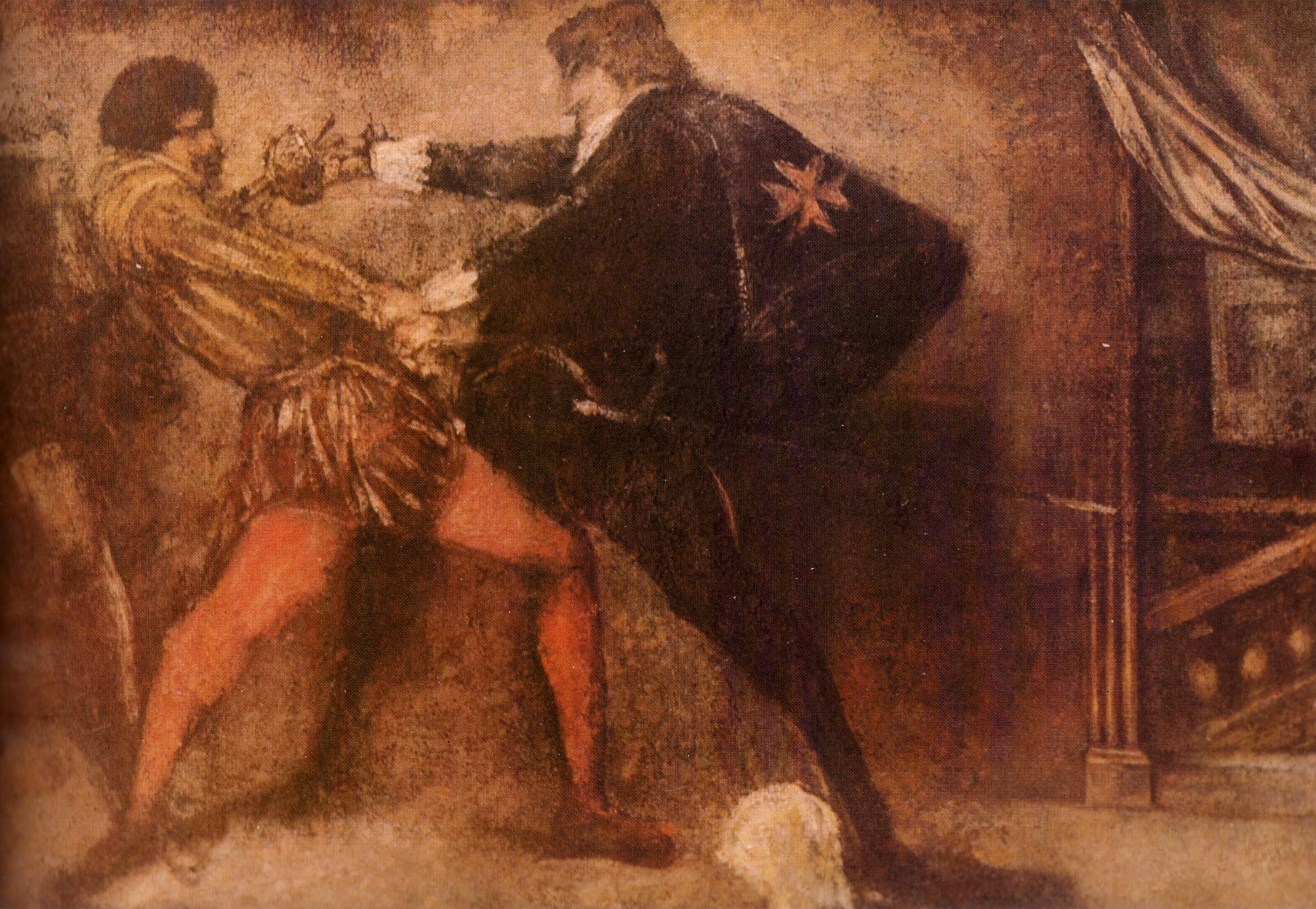
Le Duel di Achille Emperaire, olio su tela.

- Baigneuse de Saul (au revers un autoportrait)
- Portrait de femme en buste (au revers un nu couché)
- Paysage de la campagne d'Aix
- Nature morte ou pichet (au revers deux amazones traversant un bois)
- Nature morte aux pêches ainsi que plusieurs dessins
- Amazone
- La République s'offrant aux hommages de ses adorateurs ou Suzanne au bain (1887)
- Bethsabée aux bains (1895)
- Le Duel (1895)